# Francouzsko-československá pamětní medaile města Darney
Francouzsko-československá pamětní medaile města Darney, je pamětní a vzpomínková medaile, která byla založena z rozhodnutí starosty a členů městské rady francouzského města Darney v roce 1948. Jedná se patrně o francouzskou ražbu a udělována byla převážně českoslovanským občanům.
Medaile je ražena z bronzu a na pravé straně dekorace dole na mezikruží je umístěna v kroužku značka medailéra „M“.